# Jacob Olesen
 Ikke at forveksle med Jacob Olsen.
Jacob Olesen (født 1. februar 1981) er en tidligere dansk fodboldspiller, der spillede angriber.

## Karriere

### Viborg FF
Jacob Olesen kom til Viborg FF fra SønderjyskE i januar 2006. I de første måneder af sæsonen 2006-07, var Olesen Viborg FFs topscorer med 5 mål, alle på hovedstød. Han fik en slem skade i venstre ankel i en oktober kamp mod Vejle BK, og var ude i resten af daværende sæson. I sæsonen 2007/08 var han tilbage på banen.

### Kolding FC
I sommeren 2008 skiftede Olesen til Kolding FC på en 2½ årig aftale. Han forlod dog klubben et halvt år senere, da han følte at han trængte til en pause fra fodbolden. Han fik derfor ophævet sin kontrakt med klubben i december 2008.